# Maestro della Crocifissione Grigg
Maestro della Crocifissione Grigg est le pseudonyme attribué à Giovanni di Francesco Toscani (Florence, vers 1372 – Florence, 2 mai 1430), un peintre italien de la première Renaissance, principalement peintre de panneaux de cassoni.

## Biographie
Fils de Francesco Toscani, Giovanni di Francesco Toscani se fixe à Florence dans le district San Giovanni, quartier du dragon, comme le précise le cadastre de 1427.
Il est inscrit à la Compagnie de San Luca des peintres de Florence en  1424.
Des documents attestent le paiement en 1423 et 1424 de travaux d'ameublement réalisés à la Chapelle Ardinghelli dans la Basilique Santa Trinita.
Il est noté surtout comme décorateur de cassoni.
Il meurt à Florence le 2 mai 1430.

## Œuvres

### Panneaux decassoni
- Scene di vita di corte, Kress Collection, Washington,
- Palio di Firenze (1428) Museum of Art, Cleveland,
- Palio di Firenze (1429), musée national du Bargello, Florence,
- Cassone di Edinburgo, National Gallery of Scotland, Édimbourg.

### Tableaux
- Madonna con Bambino (1422-1423), fond doré, Palazzo Vecchio, Florence ;
- Museo dello Spedale degli Innocenti, Florence :
  - Madonna con Bambino, Annunciazione, Cristo Crocifisso, Dolenti, Pietà ed Angeli (1410-1420), triptyque,
  - Angelo (1410-1420),
  - Pietà (1410-1420),
  - Santa Caterina d'Alessandria, Madonna Annunciata (1410-1420) ;

- Galleria dell'Accademia de Florence :
  - Incredulità di San Tommaso Apostolo (1419-1420),
  - San Francesco d'Assisi riceve le stimmate, San Nicola di Bari placa una tempesta marina (1423-1424),
  - Madonna con Bambino, Santi (1423-1424),
  - Cristo crocifisso, dolenti, angeli (1423-1424) ;
- Madonna col Bambino, sinopia, chiesa di Santa Maria, Mercatale frazione de San Casciano in Val di Pesa ;
- Crocifissione, Lowe Museum, Coral Gables ;
- Adorazione dei Magi et Madonna col Bambino, National Gallery of Victoria, Melbourne ;
- Crocifissione con scene della vita e passione di San Giovanni, Memphis Brooks Museum, Memphis ;
- Madone de l'humilité, d'abord  attribuée à Masolino da Panicale puis à Toscani par Bellosi en 1966[2].

## Sources
- (it) Cet article est partiellement ou en totalité issu de l’article de Wikipédia en italien intitulé « Maestro della Crocifissione Grigg » (voir la liste des auteurs).